# Taccjana Pjatrėnja
Taccjana Alehaŭna Pjatrėnja (in russo Таццяна Алегаўна Пятрэня?, tr. en. Tatyana Olegovna Petrenya, accreditata spesso come Tatsiana Piatrenia; Mahilëŭ, 13 ottobre 1981) è una ginnasta bielorussa.

## Biografia
Avvicinatasi nel 1987 allo sport, debutta con la nazionale bielorussa internazionalmente nel 1998. Ha preso parte a numerosi eventi internazionali conquistando numerose medaglie ai Campionati europei e mondiali. Ha preso parte a quattro edizioni consecutive dei Giochi olimpici dal 2004 al 2016 senza però finire mai sul podio.

## Palmarès
| Anno | Manifestazione  | Sede            | Evento      | Risultato | Prestazione | Note |
| ---- | --------------- | --------------- | ----------- | --------- | ----------- | ---- |
| 1998 | Mondiali        | Sydney          | Squadre     | Argento   | 110.10      |      |
| 1999 | Mondiali        | Sun City        | Squadre     | Bronzo    | 110.30      |      |
| 2000 | Europei         | Eindhoven       | Squadre     | Argento   | 110.50      |      |
| 2001 | Mondiali        | Odense          | Squadre     | 5º        | 113.30      |      |
| 2002 | Europei         | San Pietroburgo | Sincro      | Oro       | 47.90       |      |
| 2003 | Mondiali        | Hannover        | Sincro      | Oro       | 48.8        |      |
| 2004 | Europei         | Sofia           | Sincro      | Oro       | 48.20       |      |
| 2004 | Giochi olimpici | Atene           | Individuale | 16º (q)   | 32.90       |      |
| 2005 | Mondiali        | Eindhoven       | Sincro      | 7º        | 22.800      |      |
| 2006 | Europei         | Metz            | Squadre     | Argento   | 108.00      |      |
| 2006 | Europei         | Metz            | Individuale | Bronzo    | 37.30       |      |
| 2007 | Mondiali        | Québec          | Individuale | 6º        | 35.200      |      |
| 2007 | Mondiali        | Québec          | Sincro      | 4º        | 46.500      |      |
| 2007 | Mondiali        | Québec          | Squadre     | 5º        | 104.70      |      |
| 2008 | Europei         | Odense          | Squadre     | Bronzo    | 106.10      |      |
| 2008 | Europei         | Odense          | Individuale | Bronzo    | 36.60       |      |
| 2008 | Giochi olimpici | Pechino         | Individuale | 9º (q)    | 63.80       |      |
| 2009 | Mondiali        | San Pietroburgo | Squadre     | 4º        | 103.40      |      |
| 2010 | Mondiali        | Metz            | Sincro      | Bronzo    | 46.800      |      |
| 2010 | Europei         | Varna           | Sincro      | Argento   | -           |      |
| 2012 | Europei         | San Pietroburgo | Individuale | Oro       | -           |      |
| 2012 | Europei         | San Pietroburgo | Sincro      | Oro       | -           |      |
| 2012 | Europei         | San Pietroburgo | Squadre     | Bronzo    | 157.035     |      |
| 2012 | Giochi olimpici | Londra          | Individuale | 5º        | 55.670      |      |
| 2014 | Europei         | San Pietroburgo | Squadre     | Bronzo    | -           |      |
| 2014 | Mondiali        | Daytona Beach   | Sincro      | Argento   | 47.200      |      |
| 2014 | Mondiali        | Daytona Beach   | Individuale | 5º        | 53.555      |      |
| 2015 | Mondiali        | Odense          | Individuale | Bronzo    | 55.665      |      |
| 2015 | Mondiali        | Odense          | Sincro      | Argento   | 47.400      |      |
| 2015 | Mondiali        | Odense          | Squadre     | Argento   | 160.090     |      |
| 2016 | Giochi olimpici | Rio de Janeiro  | Individuale | 5º        | 54.650      |      |
| 2017 | Mondiali        | Sofia           | Individuale | Oro       | 56.075      |      |
| 2017 | Mondiali        | Sofia           | Sincro      | Bronzo    | 47.600      |      |
| 2017 | Mondiali        | Sofia           | Squadre     | Argento   | 166.125     |      |